# 最初で最後
『最初で最後』（さいしょでさいご）は、1986年8月25日に発売されたニャンギラスのスタジオ・アルバムである。発売元はワーナー・パイオニア。

## 概要
- タイトル通り、ニャンギラスとして初めての、そして同時にラストのアルバムである。
- シングル「私は里歌ちゃん」(アルバム・ヴァージョン)、「自分でゆーのもなんですけれど」(アルバム・ヴァージョン)とそのB面を含む10曲が収録されている。
- アルバムオリジナル曲には、メンバー4人それぞれのソロ曲も収録されている。
- プロデューサーやレコーディングスタッフのクレジットは意図的に外されているという[1]。

## 収録曲
- 全作詞：秋元康

1. 私は里歌ちゃん（Re-mix Version）
  - 作曲・編曲: 見岳章
2. 躾が厳しいの
  - 作曲：根岸孝旨　編曲：中村哲
3. セロリのボーイフレンド
  - 作曲：TAKU　編曲：戸塚修
  - 白石麻子のソロ曲。
4. 夏が来れば
  - 作曲：都志見隆、編曲：椎名和夫
  - 「私は里歌ちゃん」のB面曲。
5. シャクにさわる恋
  - 作曲・編曲：中村哲
  - 立見里歌のソロ曲。
6. 自分でゆーのもなんですけれど
  - 作曲：岡原勇里　編曲：中村哲
7. ねえ、照れないで
  - 作曲: 和泉常寛、編曲：中村哲
  - 樹原亜紀のソロ曲。
8. ファースト・ダンスは渚で
  - 作曲：都志見隆　編曲：椎名和夫
  - 「自分でゆーのもなんですけれど」のB面曲。
9. 痛い夏
  - 作曲：岡原勇里　編曲：戸塚修
10. 恋の夕凪
  - 作曲：国安わたる　編曲：戸塚修
  - 名越美香のソロ曲。